# Man with a Movie Camera
Man with a Movie Camera è un album del gruppo musicale britannico The Cinematic Orchestra, pubblicato nel 2003. 
Il disco è stato commissionato al gruppo per creare la musica di accompagnamento, una sorta di colonna sonora, al film muto del 1929 L'uomo con la macchina da presa, diretto dal regista russo Dziga Vertov.

## Tracce
1. The Projectionist – 0:06
2. Melody – 0:20
3. Dawn – 4:00
4. The Awakening of a Woman (Burnout) – 10:20
5. Reel Life (Evolution II) – 6:57
6. Postlude – 1:45
7. Evolution (Versao Portuense) – 5:47
8. Work It! (Man with the Movie Camera) – 8:05
9. Voyage – 0:22
10. Odessa – 2:05
11. Theme de Yoyo – 2:20
12. The Magician – 2:26
13. Theme Reprise – 2:53
14. Yoyo Waltz – 1:17
15. Drunken Tune – 4:50
16. The Animated Tripod – 1:12
17. All Things – 6:06